# 옥천신문
옥천신문은 1989년 9월 30일, 주민들이 직접 회사의 주인이 되는 군민주 회사로 창간됐으며 충청북도 옥천군을 주된 배포지역으로 매주 금요일 지면이 발행되는 지역 주간 신문사이다.
옥천신문은 대한민국 정부가 전국의 우수 지역신문의 경영과 취재보도를 지원하기 위해 만든 법률인 지역신문발전지원법이 제정된 2005년부터 2013년까지 지역신문발전기금 우선지원대상사로 매해 선정되기도 했다.